# U–6 (második világháborús tengeralattjáró)
Az U–6-os német tengeralattjárót 1935. augusztus 21-én bocsátották vízre Kielben. Pályafutása során egyetlen hajót sem süllyesztett el. A búvárhajót 1944. augusztus 7-én kivonták a hadrendből, és alkatrészforrásként hasznosították.

## Története
A második világháborúban két járőrszolgálatot teljesített, előtte és utána iskolahajóként tevékenykedett. 1944. augusztus 7-én leszerelték a tengeralattjárót, és alkatrészforrásként használták Gotenhafenben. 1945 elején a hajótestet Stolpmündébe vontatták, ahol 1945. március 9-én a Vörös Hadsereg kezébe került. A háromhatalmi haditengerészeti bizottság vizsgálata után, 1945. augusztus 28-án elsüllyesztették. A lengyel hatóságok 1950-ben kiemelték, és a következő évben feldarabolták.

## Kapitányok
| Név                       | Kezdőnap            | Zárónap              |
| ------------------------- | ------------------- | -------------------- |
| Ludwig Mathes             | 1935. augusztus 17. | 1937. szeptember 30. |
| Werner Heidel             | 1937. október 1.    | 1938. december 17.   |
| Joachim Matz              | 1938. december 17.  | 1939. november 26.   |
| Hans-Bernhard Michalowski | 1939. november      | 1939. november       |
| Otto Harms                | 1939. november 27.  | 1940. január 17.     |
| Adalbert Schnee           | 1940. január 31.    | 1940. július 10.     |
| Georg Peters              | 1940. június        | 1940. július         |
| Johannes Liebe            | 1940. július 11.    | 1941. március        |
| Eberhard Bopst            | 1941. március       | 1941. szeptember     |
| Herbert Brüninghaus       | 1941. október.      | 1942. augusztus      |
| Paul Just                 | 1942. augusztus     | 1942. szeptember     |
| Herbert Brüninghaus       | 1942. szeptember    | 1942. október 19.    |
| Otto Niethmann            | 1942. október 20.   | 1943. június         |
| Alois König               | 1943. június        | 1943. április 16.    |
| Horst Heitz               | 1943. augusztus     | 1943. október        |
| Erwin Jestel              | 1944. április 17.   | 1944. július 9.      |

## Őrjáratok
| Indulás       | Indulónap           | Érkezés       | Zárónap              |
| ------------- | ------------------- | ------------- | -------------------- |
| Neustadt      | 1939. augusztus 24. | Kiel          | 1939. szeptember 13. |
| Wilhelmshaven | 1940. április 4.    | Wilhelmshaven | 1940. április 19.    |